# 伊恩·康
伊恩·康（Ian Kahn，1972年4月21日—）是美國的一位演員。他最著名的作品包括逆轉奇兵、戀愛時代、慾望城市。

## 外部連結
- 伊恩·康在互联网电影资料库（IMDb）上的資料（英文）